# Ischnopteris trimaculata
Ischnopteris trimaculata är en fjärilsart som beskrevs av W. Warren 1909. Ischnopteris trimaculata ingår i släktet Ischnopteris och familjen mätare. Inga underarter finns listade i Catalogue of Life.